# Strada Statale 700 della Reggia di Caserta
De SS700 (ook bekend als Strada Statale 700 della Reggia di Caserta) is een Italiaanse Strada Statale en gaat van Santa Maria Capua Vetere naar Maddaloni. De weg wordt beheerd door ANAS.